# Ácido melítico
El ácido melítico, también llamado ácido grafítico o ácido bencenohexacarboxílico, es un ácido orgánico que fue descubierto por primera vez en 1799 por Martin Heinrich Klaproth en el mineral melita (piedra de miel), que es la sal de aluminio del ácido. Cristaliza en finas agujas sedosas y es soluble en agua y alcohol .

## Estructura
La conformación estable de esta molécula tiene los grupos de ácido carboxílico rotados fuera del plano del anillo de benceno central. La molécula adopta una conformación similar a una hélice en la que la inclinación de cada grupo de ácido carboxílico con respecto al anillo de benceno central varía debido al enlace de hidrógeno intramolecular.

## Preparación
El ácido melítico se puede preparar calentando la melita con carbonato de amonio, hirviendo el exceso de sal de amonio y agregando amoníaco a la solución, los iones de aluminio se precipitan como hidróxido y se separan. La alúmina precipitada se filtra, el filtrado se evapora y la sal de amonio del ácido se purifica por recristalización. Luego, la sal de amonio se convierte en sal de plomo mediante precipitación con acetato de plomo, y luego la sal de plomo se descompone con sulfuro de hidrógeno . El ácido también puede prepararse por oxidación de carbono puro, grafito o hexametilbenceno, con permanganato de potasio alcalino en frío o con ácido nítrico concentrado en caliente.

## Reacciones
Es un compuesto muy estable; ni el cloro, ni el ácido nítrico concentrado ni el ácido yodhídrico reaccionan con él. Se descompone, por destilación en seco, en dióxido de carbono y ácido piromelítico, C10H6O8; al destilar con cal se produce la descomposición completa en dióxido de carbono y benceno. La digestión prolongada del ácido con un exceso de pentacloruro de fósforo forma el cloruro de ácido, que cristaliza en agujas y funde a 190 °C. Calentando la sal de amonio del ácido a 150–160 °C mientras se desprende amoniaco, una mezcla de paramida (melimida, fórmula molecular C
6(CONHCO)
3) y se obtiene eucroato de amonio. La mezcla se puede separar disolviendo el eucroato de amonio con agua. La paramida es un polvo amorfo blanco, insoluble en agua y alcohol.
La alta estabilidad de las sales de ácido melítico y su naturaleza como productos finales de la oxidación de hidrocarburos aromáticos policíclicos encontrados en el sistema solar, las hacen posibles candidatas como sustancias orgánicas en el suelo marciano.
Los melitatos (y sales de otros ácidos policarboxílicos bencénicos) de hierro y cobalto tienen propiedades magnéticas interesantes.

## Lectura adicional
Henry Enfield Roscoe, Carl Scholemmer, "Grupo Melliteno", " Tratado de química : V.III: La química de los hidrocarburos y sus derivados en la química orgánica: PV : 529. D. Appleton y compañía (1889).